# Skaládos
Skaládos (grec moderne : Σκαλάδος) est un village situé à 440 m d'altitude, sur Tínos, île des Cyclades en Grèce (Mer Égée).
Il se trouve perché au flanc de la montagne entre le village de Loutra et celui de Volax. Il est à environ 10 min en voiture du port (Chora). Ce village comporte environ 135 habitants.
Une église dédiée à Marie est construite sur un promontoire et visible de très loin.
Sur le haut du village existe un abreuvoir pour les animaux.
Ce village comporte deux anciens moulins à vent et plusieurs pigeonniers encore en activité. En contrebas se trouve un ancien lavoir alimenté par une source.